# Montchevrel
Montchevrel é uma comuna francesa na região administrativa da Normandia, no departamento Orne. Estende-se por uma área de 10,72 km². Em 2010 a comuna tinha 230 habitantes (densidade: 21,5 hab./km²).